# مغاوري في الكلية (فلم)
 مغاوري في الكلية  هو فيلم مصري من إنتاج 1985، ومن تأليف نبيل غلام، وإخراج حسن الصيفي.

## ملخص الأحداث
يتعرف مغاوري على زميلته في الكلية ليلى التي تفتح شقتها للعب القمار وتصارحه بظروفها التي تدفعها لذلك فقد تزوجت من زميلها الثري زواجًا عرفيًّا ثار عليه أهله فتركها وأهداها الشقة فاضطرت لفتحها للقمار لتستطيع الكسب من ورائها. تستجيب لنصيحة مغاوري وتكتفي بتأجير الشقة مفروشة ويتزوجها ويمنح طفلها اسمه.

## الشخصيات
- يونس شلبي
- إسعاد يونس
- أحمد بدير
- نجاح الموجي
- سيف الله مختار
- بدر نوفل
- محمود فرج
- إبراهيم الشامي